# Рафаи
Рафаи — город в Центральноафриканской Республике, в префектуре Мбому, где является центром одной из её четырёх субпрефектур. Население — 19 851 чел. (2013).
В городе есть аэропорт.

## География и климат
Город расположен на юго-востоке страны, на берегу реки Мбому. По реке проходит граница ЦАР с Демократической Республикой Конго. Расстояние до столицы страны, Банги, составляет 595 км (по прямой; по автодороге — от 684 до 743 км). 
| Показатель                                                                        | Янв. | Фев. | Март | Апр. | Май | Июнь | Июль | Авг. | Сен. | Окт. | Нояб. | Дек. | Год  |
| --------------------------------------------------------------------------------- | ---- | ---- | ---- | ---- | --- | ---- | ---- | ---- | ---- | ---- | ----- | ---- | ---- |
| Средний суточный максимум, °C                                                     | 27   | 29   | 29   | 26   | 27  | 25   | 25   | 25   | 22   | 25   | 25    | 25   | 25,1 |
| Средний суточный минимум, °C                                                      | 15   | 17   | 19   | 19   | 18  | 17   | 19   | 17   | 16   | 17   | 17    | 15   | 15,2 |
| Норма осадков, мм                                                                 | 3    | 21   | 60   | 81   | 132 | 99   | 120  | 159  | 105  | 171  | 10    | 5    | 966  |
| Источник: http://www.worldweatheronline.com/Rafai-weather-averages/Mbomou/CF.aspx |      |      |      |      |     |      |      |      |      |      |       |      |      |

## Население
Численность населения города стабильно растёт: если в 1988 году здесь проживало 11 100 человек, то в 2013 — 19 851.

## История
До прихода французских колонистов Рафаи был столицей местного султаната (последний султан взошёл на трон в 1909 году). В период колониального владычества город входил в состав Убанги-Шари. С 1960 года — в составе независимой Центральноафриканской Республики.